# Tumba de Tutmosis II
La tumba de Tutmosis II, descubierta por Ashrad Omar en 2022 y atribuida en 2025, es una antigua tumba real egipcia ubicada en el área del uadi Gabbanat el-Qurud al oeste de Luxor. La tumba, también conocida por su número en la lista de enterramientos: Uadi C-4, fue identificada mediante una expedición arqueológica conjunta egipcio-británica. La tumba pertenece a Tutmosis II, un faraón de los siglos XVI-XV a. C. La momia sacada de ella, había sido encontrada en 1881 en el escondite de Deir el-Bahari. El gobierno egipcio declaró erróneamente que era la primera tumba real egipcia descubierta desde la tumba de Tutankamón en 1922.

## Descubrimiento
La tumba fue descubierta durante expediciones arqueológicas más amplias realizadas en los uadis occidentales. La exploración inicial comenzó en octubre de 2022 con el descubrimiento de su entrada y pasillo principal en Uadi C al oeste de Luxor, designado como Uadi C-4. Se cree que la tumba permaneció sellada desde el Tercer Período Intermedio, ya que las repetidas inundaciones llenaron el eje principal con escombros densamente compactados, que se habían endurecido hasta alcanzar una consistencia similar al hormigón. Esto también comprometió la integridad estructural de los techos de la tumba, lo que provocó derrumbes parciales.
El equipo arqueológico sospechó inicialmente que la tumba pertenecía a una esposa real debido a su proximidad a la tumba de las tres esposas secundarias de Tutmosis III (Uadi D-1) y al lugar de entierro real previsto para Hatshepsut (Uadi A-1). Las excavaciones meticulosas continuaron durante casi tres años antes de que se confirmara que la tumba era de un soberano.
El Ministerio de Turismo y Antigüedades de Egipto afirmó, erróneamente, que este fue el primer descubrimiento de la tumba de un faraón desde la tumba de Tutankamón en 1922. Se habían descubierto otras tumbas reales desde la de Tutankamón, como la de Psusenes I en 1940 y la de Senebkay en 2014, pero la tumba de Tutmosis II fue la primera tumba real del Imperio Nuevo descubierta desde la de Tutankamón.

## Diseño y arquitectura

Planta de la tumba.

La tumba exhibe un diseño arquitectónico simple característico de la época, que influyó en las estructuras funerarias de los gobernantes egipcios posteriores. La ubicación de la tumba cerca del Valle de los Reyes y de los lugares de enterramiento de las esposas reales proporciona una idea de la evolución de las prácticas funerarias reales durante la XVIII Dinastía. La tumba fue construida en torno a una variación temprana de un diseño de eje curvo que giraba hacia la izquierda que se convirtió en estándar para las tumbas reales posteriores de la XVIII Dinastía.
La tumba tiene tres cámaras grandes, denominadas A, B y D por los excavadores. La cámara C es más pequeña, junto a la cámara B. La cámara A (5,3 x 5,2 m y 3,4 m de altura) es la más interior y la más grande y la única que alguna vez estuvo decorada, pero solo se conservan pequeñas partes de la decoración al fresco, principalmente en las esquinas. Hay dos pasillos, el pasillo 1 es el principal y forma la entrada, conduciendo a la cámara D. El pasillo 2 es posterior. Comienza en el lado oeste del corredor 1 y va hasta la cámara principal A donde ingresa a la sala a 1,7 m sobre el nivel del piso.
El “inusual” segundo corredor, que presentaba un acabado de yeso blanco, exhibía evidencia de dos fases de ampliación. A diferencia de los corredores funerarios típicos que descienden en pendiente, el pasaje se inclina hacia arriba y se cruza con la cámara funeraria a una altura de 1,4 metros (o 1,7 m) sobre el piso de la cámara. La evidencia arqueológica sugiere que esta modificación sirvió como almacén de emergencia donde fueron recolocados el ajuar funerario y la momia después de que las inundaciones bloquearan el corredor original.
El estado de la tumba se vio notablemente comprometido, principalmente debido a las inundaciones que se produjeron poco después del entierro de Tutmosis II. La ubicación de la tumba fue mal elegida, debajo de dos cascadas y al pie de una pendiente por donde el agua habría corrido (y corría) en época de lluvias. La evidencia arqueológica sugiere que después de estas antiguas riadas, la mayor parte del contenido de la tumba y el cuerpo real fueron trasladados a otro punto para protegerlos de daños mayores. En los siglos posteriores a su reentierro, el cuerpo de Tutmosis II fue trasladado al escondite de Deir el-Bahari, donde su momia fue descubierta en el siglo XIX.

## Contenido
El contenido de la tumba incluía varios artefactos que confirmaban su propiedad real. Entre los elementos decorativos que sobrevivieron se incluyen vasijas de alabastro con inscripciones jeroglíficas del nombre de Tutmosis II, refiriéndose a él como Osiris Aakheperenre (una referencia al nomen de Tutmosis II), e inscripciones jeroglíficas de su esposa-hermana Hatshepsut, lo que sugiere que sus ritos funerarios fueron llevados a cabo por Hatshepsut ya que su hijo y sucesor, Tutmosis III, era demasiado joven para realizarlos él mismo.  Los artefactos descubiertos fueron los primeros muebles funerarios de Tutmosis II que se encontraron. Los arqueólogos supusieron que otros objetos fueron destruidos por las inundaciones sufridas por la tumba. No se encontraron fragmentos de ajuar funerario propiamente dicho, pero muchos fragmentos de vasijas de cerámica, principalmente en las cámaras B y C, indican que tuvo lugar un entierro.

## Decoración
Muchas de las decoraciones de las paredes de la cámara pintada han resultado gravemente dañadas por las inundaciones repentinas que periódicamente azotan el valle. La excavación reveló fragmentos de mortero caído del techo decorados con pintura azul tachonada con motivos de estrellas amarillas. Sobre fragmentos de un fondo teñido de amarillo (que pretendía asemejarse a un papiro envejecido), se descubrió que las paredes de la cámara funeraria también contenían partes del Libro del Amduat, un texto funerario que se encontraba comúnmente en las tumbas reales de la época y que tenía la intención de guiar al rey fallecido a través del más allá, con texto escrito en letra cursiva jeroglífica utilizada más comúnmente para los textos sagrados en papiro.  Así, los arqueólogos conjeturaron que la decoración de la tumba debió ser muy parecida a la de KV34, la tumba de su hijo, Tutmosis III.